# Peltogyne recifensis
Peltogyne recifensis är en ärtväxtart som beskrevs av Adolpho Ducke. Peltogyne recifensis ingår i släktet Peltogyne och familjen ärtväxter. Inga underarter finns listade i Catalogue of Life.